# The Bat Whispers
The Bat Whispers är en amerikansk mysteriefilm från 1930 i regi av Roland West. I huvudrollerna ses Chester Morris
och Una Merkel.

## Rollista i urval
- Chance Ward - Police Lieutenant
- Richard Tucker - Mr Bell
- Wilson Benge - Butlern
- DeWitt Jennings - Police Captain
- Sidney D'Albrook - Police Sergeant
- S.E. Jennings - The Man in Black Mask
- Grayce Hampton - Cornelia Van Gorder
- Maude Eburne - Lizzie Allen
- Spencer Charters - The Caretaker
- Una Merkel - Dale Van Gorder
- William Bakewell - Brook
- Gustav von Seyffertitz - Dr Venrees
- Chester Morris - Detective Anderson
- Hugh Huntley - Richard Fleming
- Charles Dow Clark - Detective Jones
- Ben Bard - The Unknown